# لورانس ر. هيني
لورانس ر. هيني (بالإنجليزية: Lawrence Heaney)‏ هو عالم حيوانات أمريكي، ولد في 2 ديسمبر 1952 في واشنطن العاصمة في الولايات المتحدة.